# Danzas y canciones del Perú
Danzas y canciones del Perú fue un programa folclórico transmitido por la cadena Panamericana Televisión. Contó con la conducción inicial de los músicos Cecilia Bracamonte, Tania Libertad, Jorge "El Carreta" Pérez y Pastor Zuzunaga.
El programa se caracterizó por mostrar lo mejor del música popular peruana, sobre todo en lo que a música criolla y afroperuana se refería. Del mismo modo, en él se presentaron los más grandes artistas y representantes peruanos de la danza y la música nacional.

## Historia
El programa sabatino fue transmitido por Panamericana Televisión, inicialmente como un segmento del popular «programa omnibus», Perú 67 (aquí venía el número del año de tal manera que el nombre del programa era Perú 67, Perú 68 hasta Perú 80). El programa fue conducido inicialmente por Jorge "El Carreta" Pérez, con la coconducción de las cantantes criollas Tania Libertad y Cecilia Bracamonte.
Del mismo modo, Pastor Zuzunaga, conocido en el ambiente artístico como "El rey de la Jarana" era coconductor del espacio. Sin embargo, falleció tempranamente en los primeros años del segmento, por lo que sólo se quedarían en la conducción Jorge, Tania y Cecilia.
En 1972, y con la cancelación del programa criollo La Revista de Edith Barr, conducido por la cantante del mismo nombre, el segmento amplía su horario de media hora a una hora, que era transmitido al momento de finalizar el programa. Por esos años, Nicomedes Santa Cruz se une a la animación del espacio criollo y reemplaza a Jorge Pérez por un breve periodo.
En el primer semestre de 1980, como consecuencia de la cancelación de Perú 80 y la creación de Gigante deportivo (presentado por el ya desaparecido Pocho Rospigliosi), Danzas y canciones del Perú se convierte en un programa independiente de una hora de duración. Posteriormente, y con el cambio de horario de Risas y Salsa los sábados a las 8:00 p. m., el programa pasa a los sábados a las 1:00 p. m., ampliándose su horario a dos horas de duración.
Originalmente, el programa se dividió en dos bloques: en el primero se presentaba la música andina y a sus máximos exponentes, mientras que en el segundo se desenvolvían los principales cantantes de música criolla y afroperuana. Al finalizar, todos los cantantes recitaban lo mejor de su repertorio.
En él se presentaron los mejores cantantes y compositores del ámbito nacional, como Jesús Vásquez, Eloísa Angulo, Teresita Velásquez, Delia Vallejos, Chabuca Granda, Cecilia Barraza, Esther Granados, Lucila Campos, Alicia Maguiña, Verónikha, Los Zañartu, Luis Abanto Morales, Lucía de la Cruz, Eva Ayllón, Perú Negro, Irma y Oswaldo, Lorenzo Humberto Sotomayor, Augusto Polo Campos, Mario Cavagnaro, entre otros.